# کنوانسیون اس‌تی‌سی‌دبلیو
کنوانسیون بین‌المللی استانداردهای آموزش، گواهینامه و نگهبانی دریانوردی (به انگلیسی: International Convention on Standards of Training, Certification and Watchkeeping for Seafarers) (به اختصار:STCW) حداقل استانداردهای صلاحیت برای فرمانده ، افسران و پرسنل دیده‌بان را در کشتی‌های تجاری دریایی و قایق‌های بزرگ تنظیم می‌کند. اس‌تی‌سی‌دبلیو در سال ۱۹۷۸ توسط کنفرانس سازمان بین‌المللی دریانوردی در لندن تصویب شد و در سال ۱۹۸۴ به اجرا درآمد. این کنوانسیون به‌طور قابل توجهی در سال ۱۹۹۵ اصلاح شد.
کنوانسیون اس‌تی‌سی‌دبلیو برای اولین بار برای ایجاد حداقل الزامات اساسی برای آموزش، صدور گواهینامه و نگهبانی دریانوردان در سطح بین‌المللی بود. پیش از این، حداقل استانداردهای آموزش، صدور گواهینامه و نگهبانی افسران و ارزیابی‌ها توسط دولت‌ها معمولاً بدون مراجعه به شیوه‌های دیگر کشورها تعیین شد. در نتیجه، حداقل استانداردها و رویه‌ها به‌طور گسترده‌ای تغییر می‌کرد.

مشکلاتی که ممکن است برای کشتی‌هایی که عضو کنوانسیون نیستند به وجود آید، یکی از دلایلی است که اکنون کنوانسیون این پذیرش گسترده را به دست آورده‌است. تا کنون کنوانسیون اس‌تی‌سی‌دبلیو دارای ۱۵۸ طرف متعاهد بوده که ۹۸٫۸ درصد از ظرفیت کشتی‌های جهان را تشکیل می‌دهد.

## اصلاحات ۲۰۱۰ مانیل
- اقدامات بهبود یافته برای جلوگیری از شیوه‌های تقلبی مرتبط با گواهینامه‌های صلاحیت و تقویت فرایند ارزیابی
- الزامات اصلاح شده در ساعات کار و استراحت و الزامات جدید برای جلوگیری از سوء مصرف مواد مخدر و الکل
- الزامات صدور گواهینامه جدید برای دریانوردان توانا
- الزامات جدید مربوط به آموزش در فناوری نوین مانند چارت های ( نقشه های) الکترونیکی
- الزامات جدید برای آموزش آگاهی محیط زیست دریایی
- نیازمندی‌های آموزش و صدور گواهینامه برای افسران فنی
- به روز رسانی صلاحیت برای خدمه بر روی کشتی
- الزامات جدید برای آموزش امنیت
- معرفی روش آموزش نوین از جمله آموزش از راه دور
- دستورالعمل جدید آموزش برای خدمه‌ای که در سرزمین‌های قطبی کار می‌کنند